# Ivan Losev
Ivan Losyev, né le 26 janvier 1986 à Brovary (Union soviétique) est un athlète ukrainien, spécialiste de la marche.
Ses meilleurs temps sont, sur 20 km, de 1 h 21 min 31 s (Soumy, 2010) et sur 50 km, 4 h 1 min 51 à Dudince.